# Skeleton na Zimowych Igrzyskach Olimpijskich 2002
Skeleton na Zimowych Igrzyskach Olimpijskich 2002 odbył się 20 lutego. Uczestnicy walczyli o medale olimpijskie po raz trzeci w historii. Skeleton wrócił do programu olimpijskiego po 54 latach przerwy. Po raz pierwszy w historii w skeletonie rywalizowały także kobiety. W tabeli medalowej tryumfowali gospodarze igrzysk.

## Terminarz
| Data           | Miejscowość    | Konkurencja    | Złoto        | Srebro          | Brąz          |
| -------------- | -------------- | -------------- | ------------ | --------------- | ------------- |
| 20 lutego 2002 | Salt Lake City | Ślizg mężczyzn | Jimmy Shea   | Martin Rettl    | Gregor Stähli |
| 20 lutego 2002 | Salt Lake City | Ślizg kobiet   | Tristan Gale | Lea Ann Parsley | Alex Coomber  |

## Wyniki

### Ślizg mężczyzn
| Pozycja | Zawodnik           | Narodowość | Czas    | Strata |
| ------- | ------------------ | ---------- | ------- | ------ |
|         | Jimmy Shea         | USA        | 1:41,96 |        |
|         | Martin Rettl       | Austria    | 1:42,01 | +0,05  |
|         | Gregor Stähli      | Szwajcaria | 1:42,15 | +0,19  |
| 4.      | Clifton Wrottesley | Irlandia   | 1:42,57 | +0,61  |
| 5.      | Lincoln DeWitt     | USA        | 1:42,83 | +0,87  |
| 6.      | Jeff Pain          | Kanada     | 1:42,92 | +0,96  |
| 7.      | Chris Soule        | USA        | 1:42,98 | +1,02  |
| 8.      | Kazuhiro Koshi     | Japonia    | 1:43,02 | +1,06  |
| 9.      | Willi Schneider    | Niemcy     | 1:43,14 | +1,18  |
| 10.     | Duff Gibson        | Kanada     | 1:43,16 | +1,20  |

### Ślizg kobiet
| Pozycja | Zawodniczka          | Narodowość      | Czas    | Strata |
| ------- | -------------------- | --------------- | ------- | ------ |
|         | Tristan Gale         | USA             | 1:45,11 |        |
|         | Lea Ann Parsley      | USA             | 1:45,21 | +0,10  |
|         | Alex Coomber         | Wielka Brytania | 1:45,37 | +0,26  |
| 4.      | Diana Sartor         | Niemcy          | 1:45,53 | +0,42  |
| 5.      | Maya Pedersen-Bieri  | Szwajcaria      | 1:45,55 | +0,44  |
| 6.      | Lindsay Alcock       | Kanada          | 1:45,69 | +0,58  |
| 7.      | Jekatierina Mironowa | Rosja           | 1:45,95 | +0,84  |
| 7.      | Steffi Hanzlik       | Niemcy          | 1:45,95 | +0,84  |
| 9.      | Dany Locati          | Włochy          | 1:46,65 | +1,54  |
| 10.     | Michelle Kelly       | Kanada          | 1:47,32 | +2,21  |

## Klasyfikacja medalowa
| Miejsce | Państwo           |   |   |   | Razem |
| ------- | ----------------- | - | - | - | ----- |
| 1.      | Stany Zjednoczone | 2 | 1 | 0 | 3     |
| 2.      | Austria           | 0 | 1 | 0 | 1     |
| 3.      | Wielka Brytania   | 0 | 0 | 1 | 1     |
| 3.      | Szwajcaria        | 0 | 0 | 1 | 1     |